# Cucullia absinthii
Cucullia absinthii là một loài bướm đêm thuộc họ Noctuidae. Nó được tìm thấy ở châu Âu tới Kavkaz, Thổ Nhĩ Kỳ, miền bắc Iran, miền tây Xibia, dãy núi Altai, Tien-Shan và Tarbagatai.

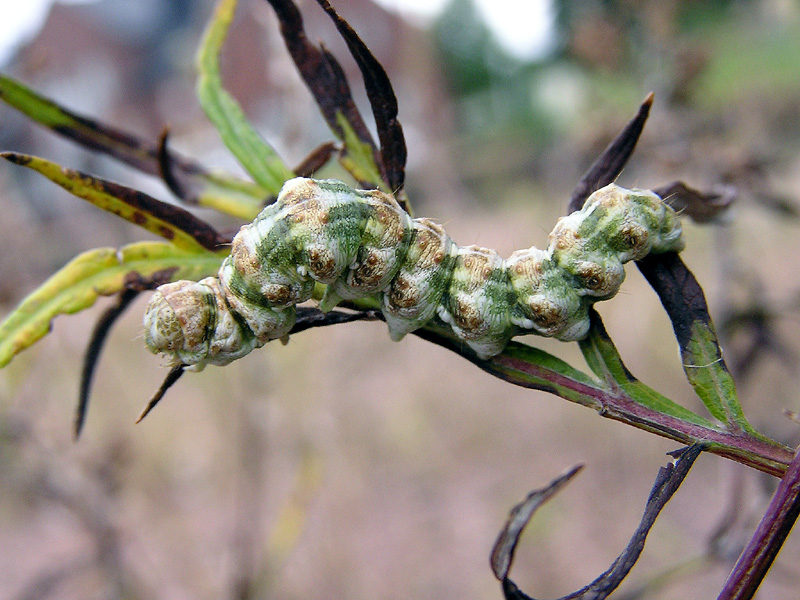
Sâu bướm

Sải cánh dài 32–40 mm. Con trưởng thành bay từ the start of tháng 6 đến the end of tháng 8. Có một lứa một năm.
Ấu trùng ăn hoa và hạt của Artemesia absinthium và Artemesia vulgaris.

## Hình ảnh

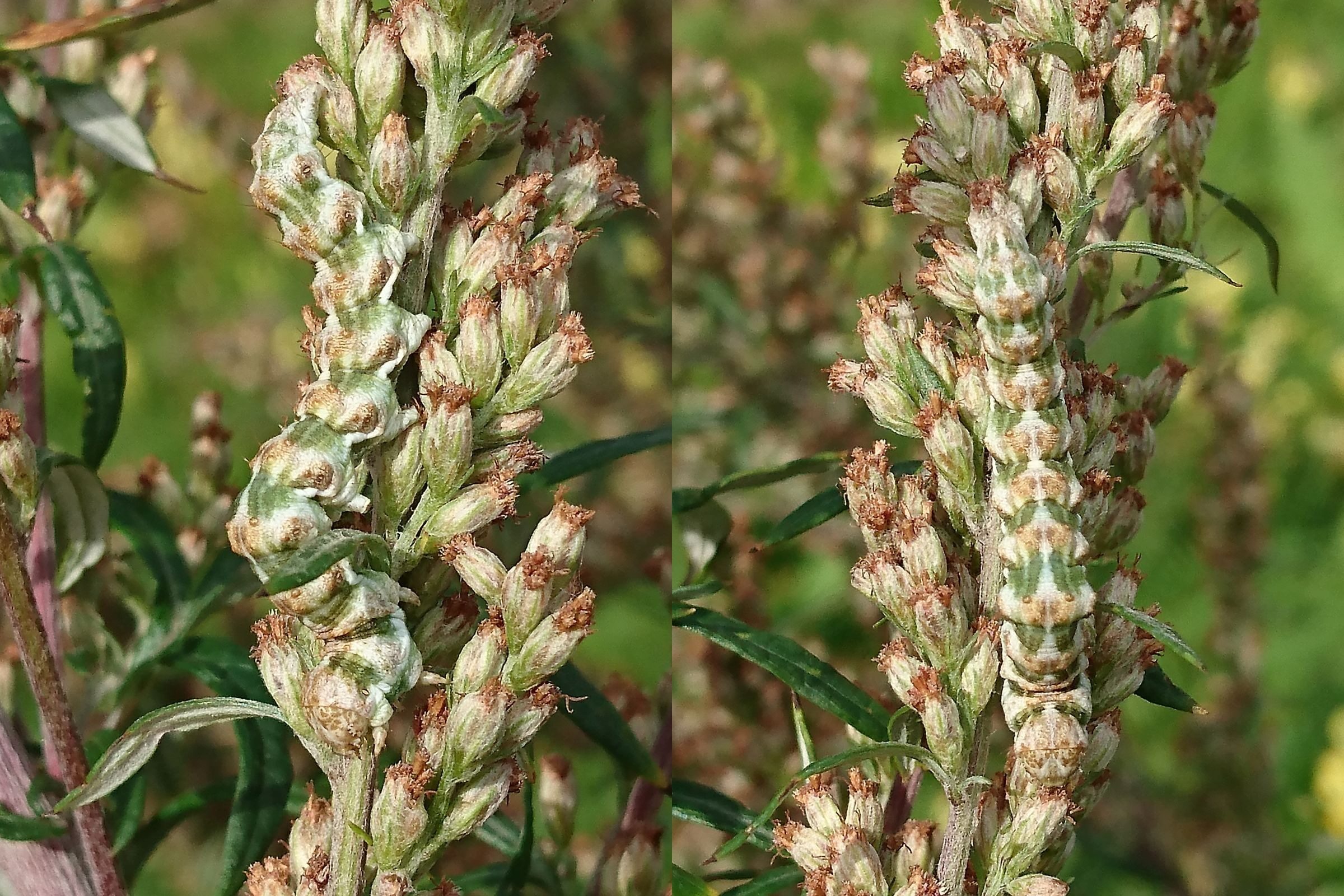
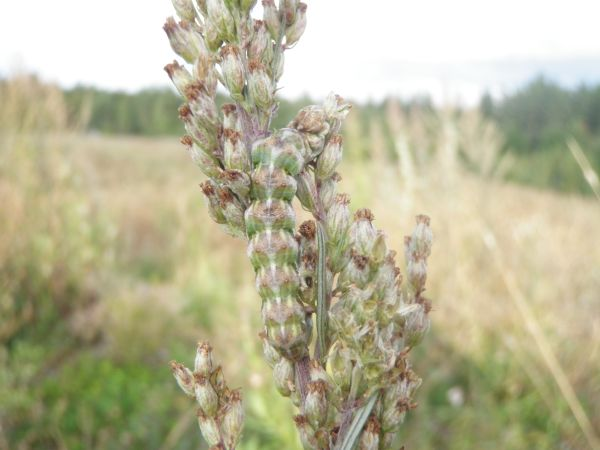
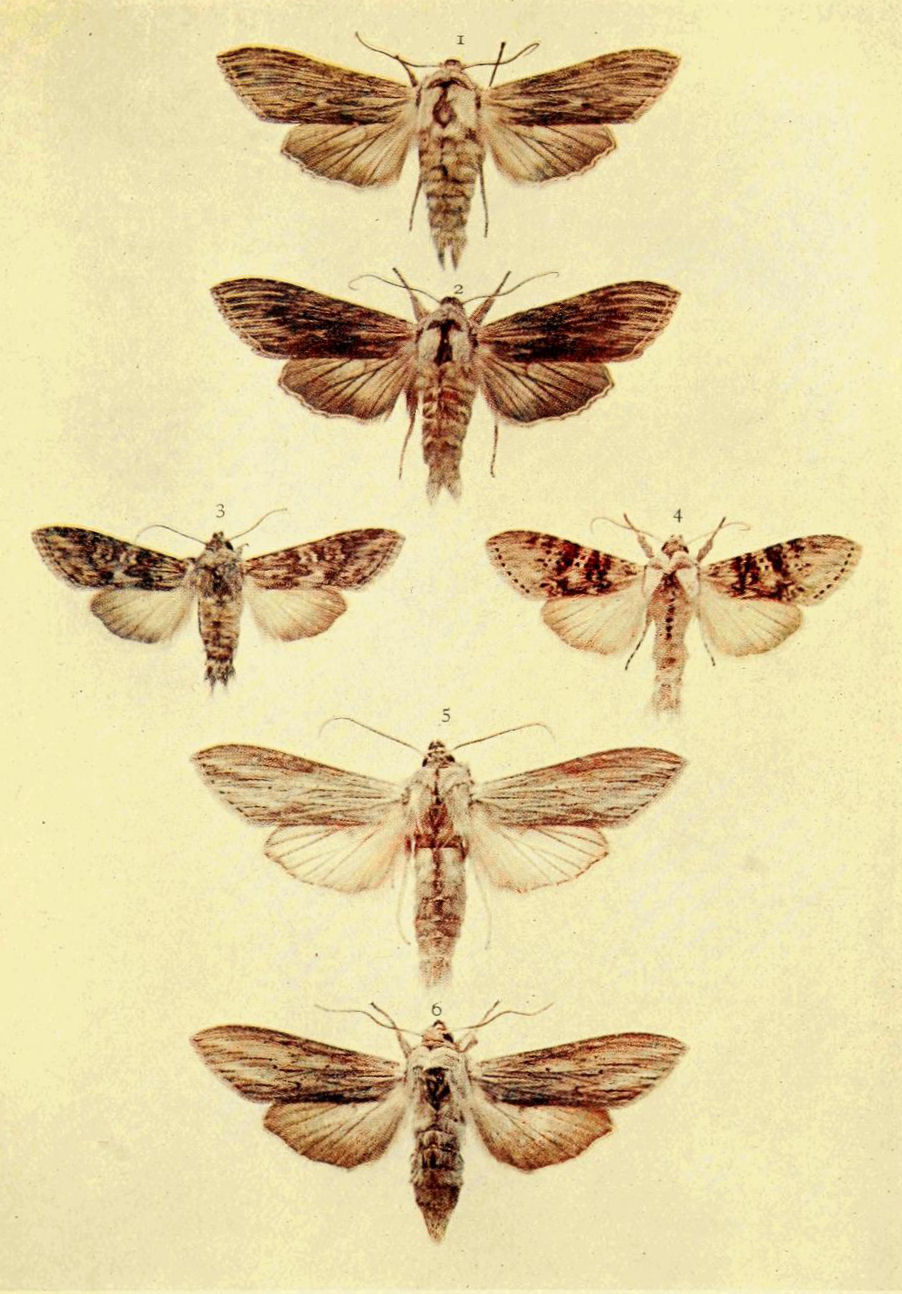